# Giovanni Lonardi
Giovanni Lonardi (Verona, 9 novembre 1996) è un ciclista su strada italiano che corre per il Team Polti VisitMalta; è professionista dal 2019.

## Palmarès

### Strada
- 2015 (General Store-Bottoli-Zardini, una vittoria)

Coppa 1º Maggio - Memorial Sergio Viola Under-21
- 2016 (General Store-Bottoli-Zardini, una vittoria)

Coppa Messapica
- 2017 (General Store-Bottoli-Zardini, sei vittorie)[1]

Memorial Polese
Gran Premio di Roncolevà
Circuito dell'Assunta Under-23
Trofeo Lampre Under-23
Circuito Alzanese
Gran Premio Calvatone
- 2018 (Zalf-Euromobil-Désirée-Fior, undici vittorie)[2]

Memorial Polese
La Popolarissima
Coppa Lanciotto Ballerini
Circuito del Porto-Trofeo Internazionale Arvedi
1ª tappa Giro d'Italia Under-23 (Riccione > Forlì)
La Notturna - Memorial Cochi Boni Under-23
GP Industria Commercio e Artigianato Comune di Osio Sotto
Circuito Casalnoceto
Targa Libero Ferrario
Coppa San Vito - Campionato Regionale Elite/Under-23
Trofeo Comune di Marcaria Under-23
- 2019 (Nippo-Vini Fantini, due vittorie)

5ª tappa Tour de Taiwan (Pingtung > Pingtung)
1ª tappa Tour of Thailand (Phitsanulok > Uttaradit)
- 2020 (Bardiani-CSF-Faizanè, una vittoria)

2ª tappa Tour of Antalya (Kemer > Adalia)
- 2021 (Bardiani-CSF-Faizanè, una vittoria)

1ª tappa Tour de Bulgarie (Sofia > Plovdiv)
- 2022 (Eolo-Kometa Cycling Team, una vittoria)

Clàssica Comunitat Valenciana
- 2024 (Team Polti Kometa, una vittoria)

3ª tappa Giro di Turchia (Fethiye > Marmaris)

#### Altri successi
- 2019 (Nippo-Vini Fantini)

Classifica a punti Tour of Thailand
- 2024 (Team Polti Kometa)

Classifica a punti Tour of Antalya
- 2025 (Team Polti VisitMalta)

Classifica a punti Giro di Turchia

## Piazzamenti

### Grandi Giri
- Giro d'Italia

2019: ritirato (13ª tappa)
2020: 125º
2024: 128º
2025: 129º

### Classiche monumento
- Milano-Sanremo

2024: 86º

### Competizioni europee
- Campionati europei

Herning 2017 - In linea Under-23: 16º